# Клейна, Жилсон
Жи́лсон Кле́йна (порт.-браз. Gilson Kleina; род. 30 марта 1968, Куритиба) — бразильский футбольный тренер, главный тренер футбольного клуба «Каскавел».

## Биография
На профессиональном уровне в футбол не играл. Тренерскую деятельность, точнее работу в качестве помощника тренера, Жилсон Клейна начинал в футбольных клубах «Коритиба» (1999), «Олимпик Марсель» (2000), «Атлетико Минейро» (2001), «Ботафого» (2002), у Абела Браги. Самостоятельно тренировал множество клубов, таких как «Вила-Нова» (Нова-Лима) (2002), «Крисиума» (2003—2004), «Парана» (2003—2004, 2006, 2007), «Понте-Прета» (2011—2012, 2017) и другие. В 2012 году был признан лучшим тренером «Понте-Преты» за полтора десятилетия.
В сентябре 2012 года возглавил первый в своей карьере клуб, входящий в число традиционных грандов бразильского футбола — «Палмейрас». Сменил на посту главного тренера Луиса Фелипе Сколари. Команда находилась на предпоследнем месте в Серии A и Клейне не удалось предотвратить вылет команды в Серию B. Руководство клуба оставило тренера на своём посту, и Клейна успешно привёл команду к первому месту в Серии B в 2013 году. Тренер пошёл на снижение зарплаты ради того, чтобы продолжить тренировать «Палмейрас» и в элитном дивизионе, но после ряда неудачных результатов, в частности, проигрыша «Сампайо Корреа» в Кубке Бразилии 30 марта 2014 года, был уволен.
После ухода из стана «бело-зелёных» возглавил «Баию». 11 ноября 2014 года был уволен из клуба, набрав за время пребывания в клубе лишь 39 % очков. Впоследствии работал с «Аваи», «Коритибой», «Гоясом» и «Понте-Претой». 16 октября 2017 года возглавил «Шапекоэнсе».
14 августа 2020 года назначен главным тренером клуба Серии B «Наутико». Контракт подписан до конца сезона 2020. 18 ноября 2020 года отправлен в отставку.

## Титулы и достижения
- Чемпион штата Парана (1): 2002
- Чемпион штата Алагоас (1): 2006
- Чемпион штата Гояс (1): 2017
- Чемпион Бразилии в Серии B (1): 2013